# Florești, Giurgiu
Florești este un sat în comuna Florești-Stoenești din județul Giurgiu, Muntenia, România.
In urma recensamintelor facute a reiesit ca numarul de locuitori ai satului Floresti este de aproximativ 4500.